# Boxa als Jocs Olímpics d'estiu de 1904 - pes lleuger
El pes lleuger va ser la quarta categoria de boxa més lleugera de les disputades als Jocs Olímpics de Saint Louis de 1904. La prova es va disputar el 21 i 22 de setembre de 1904, sent la primera vegada que es disputava en unes Olimpíades. Hi van prendre part vuit participants, tots dels Estats Units, els quals havien de pesar menys de 61,2 kg.

## Medallistes
| Or                  | Plata                  | Bronze                |
| Harry Spanjer (USA) | Russell van Horn (USA) | Peter Sturholdt (USA) |

## Resultats
|  | Quarts de final                             | Quarts de final        |                       |                       | Semifinals             | Semifinals  |  |  | Final | Final |
|  |                                             |                        |                       |                       |                        |             |  |  |       |       |
|  |                                             |                        |                       |                       |                        |             |  |  |       |       |
|  |                                             |                        |                       |                       |                        |             |  |  |       |       |
|  | Harry Spanjer (USA)                         | KO2                    |                       |                       |                        |             |  |  |       |       |
|  | Harry Spanjer (USA)                         | KO2                    |                       |                       |                        |             |  |  |       |       |
|  | Kenneth Jewett (USA)                        | P                      |                       |                       |                        |             |  |  |       |       |
|  | Kenneth Jewett (USA)                        | P                      | Harry Spanjer (USA)   | G                     |                        |             |  |  |       |       |
|  |                                             |                        | Harry Spanjer (USA)   | G                     |                        |             |  |  |       |       |
|  |                                             | Russell van Horn (USA) | P                     |                       |                        |             |  |  |       |       |
|  | Russell van Horn (USA)                      | Russell van Horn (USA) | P                     | G                     |                        |             |  |  |       |       |
|  | Russell van Horn (USA)                      |                        |                       | G                     |                        |             |  |  |       |       |
|  | Arthur Seward (USA)                         | DSQ                    |                       |                       |                        |             |  |  |       |       |
|  | Arthur Seward (USA)                         | DSQ                    | Harry Spanjer (USA)   | G                     |                        |             |  |  |       |       |
|  |                                             |                        | Harry Spanjer (USA)   | G                     |                        |             |  |  |       |       |
|  |                                             | Jack Egan (USA)        | Decisió 2             |                       |                        |             |  |  |       |       |
|  | Peter Sturholdt (USA)                       | Jack Egan (USA)        | Decisió 2             | G                     |                        |             |  |  |       |       |
|  | Peter Sturholdt (USA)                       |                        |                       | G                     |                        |             |  |  |       |       |
|  | James Bollinger, àlies Carroll Burton (USA) | 1                      |                       |                       |                        |             |  |  |       |       |
|  | James Bollinger, àlies Carroll Burton (USA) | 1                      | Peter Sturholdt (USA) | P                     | Tercer lloc            | Tercer lloc |  |  |       |       |
|  |                                             |                        | Peter Sturholdt (USA) | P                     | Tercer lloc            | Tercer lloc |  |  |       |       |
|  |                                             | Jack Egan (USA)        | G                     |                       |                        |             |  |  |       |       |
|  | Jack Egan (USA)                             | Jack Egan (USA)        | G                     | G                     | Russell van Horn (USA) | G           |  |  |       |       |
|  | Jack Egan (USA)                             |                        |                       | G                     | Russell van Horn (USA) | G           |  |  |       |       |
|  | Joseph Lydon (USA)                          | P                      |                       | Peter Sturholdt (USA) | P                      |             |  |  |       |       |
|  | Joseph Lydon (USA)                          | P                      |                       |                       | P                      |             |  |  |       |       |
|  |                                             |                        |                       |                       |                        |             |  |  |       |       |
|  |                                             |                        |                       |                       |                        |             |  |  |       |       |

G - Guanya / P - Perd / KO - Guanya per Ko / DSQ - Desqualificat
¹ Un boxejador local ben conegut, Carroll Burton, va prendre part al torneig i va guanyar l'enfrontament contra Peter Sturholdt, però, els àrbitres van descobrir posteriorment que el guanyador era en realitat un impostor anomenat James Bollinger. Bollinger va ser expulsat de la competició i Sturholdt va passar a la següent ronda.
² Els jutges van descobrir el novembre de 1905 que el nom real d'Egan era Frank Joseph Floyd. Competir amb un nom fals era il·legal segons les regles de l'AAU, per la qual cosa Egan va ser desqualificat de totes les competicions UCA, alhora que se l'obligava a tornar tots els premis. Això va fer que Russell Van Horn passés a la plata i Peter Sturholdt al bronze tot i no haver guanyat un sol combat.